# Umberto Cerroni
Umberto Cerroni (Lodi, 5 aprile 1926 – Roma, 27 aprile 2007) è stato un giurista italiano.

## Biografia
Ha studiato a Roma con Pilo Albertelli e si è laureato nel 1947 in Filosofia del diritto.
Ottenne nel 1964 la libera docenza in Filosofia del diritto e l'incarico di Storia delle dottrine economiche e di Storia delle dottrine politiche all'Università di Lecce.
Nel 1971 divenne professore di ruolo di Filosofia della politica e ha insegnato a Salerno e all'Istituto Universitario Orientale di Napoli. Dal 1976 ha insegnato per più di venti anni Scienza della politica nella Facoltà di Sociologia dell'Università "La Sapienza" di Roma. Dal 2000, sempre all'Università "La Sapienza" di Roma, era stato nominato professore emerito.
Il 23 maggio 2001 l'Università di Macerata gli conferisce la laurea honoris causa in Scienze politiche.

## Pensiero
Con opere come Kant e la fondazione della categoria giuridica (1962) e Marx e il diritto moderno (1962), Cerroni recuperò il giovane Karl Marx e criticò la dialettica hegeliana, proponendo, in aggiunta, una riflessione pionieristica nel campo degli studi giuridici di impostazione marxista.  Fu uno dei protagonisti del dibattito intellettuale italiano ed i suoi studi sul marxismo hanno avuto un posto significativo anche all'estero. Cerroni fu filosofo sociale di rilievo internazionale, che cercava di riconciliare il comunismo col diritto borghese, illustrato nella Metafisica dei costumi di Kant. Scrisse, fra gli altri, due noti saggi, L'identità civile degli italiani e Precocità e ritardo nell'identità italiana.
Secondo Sebastiano Maffettone: «filosofo del diritto era rimasto sempre, anche quando, attraverso Marx, l'interesse sociologico aveva finito col prevalere sugli altri. (...) Cerroni vedeva in Kant una troppo netta separazione tra morale e diritto, mentre condannava in Marx la rigida sovrapposizione tra economia e diritto. Il risultato era un approccio che cercava una mediazione tra questi poli. La mediazione era poi a sua volta condotta attraverso una lettura anti-finalistica di Hegel, che consentiva a Cerroni di mettere al centro del suo pensiero la politica come relazione eminentemente sociale. Non era possibile, in questa ottica, ricostruire le categorie del giuridico senza passare attraverso le categorie del politico. Era necessario quindi "contaminare" Kant con il sociale e al tempo stesso "purificare" Marx con una teoria democratica del diritto. Da questa medesima esigenza, traeva origine la molla  della sua ricerca negli ultimi anni. Ricerca che ruotava intorno a tre ulteriori problemi: 1) quello della scienza e i suoi rapporti con la cultura politica (si veda La cultura della democrazia del 1991); 2) quello della democrazia politica in una società di massa (Regole e valori della democrazia del 1989); e 3) quello della civiltà globale (Globalizzazione e democrazia del 2002)».

## Opere
- Problemi attuali di storia dell'agricoltura dell'U.R.S.S. / traduzione [dal russo] di Umberto Cerroni. - Milano : Ed. Centro Per La Storia Del Movimento Contadino, S. T., 1953
- Il sistema elettorale sovietico / Umberto Cerroni. - [Roma] : Italia-URSS editrice, stampa 1953 (Roma : Tip. dell'Orso)
- Legge sull'ordinamento giudiziario dell'U.R.S.S : (Zakon o sudostroistve SSSR, souznykh i autononmik respublik) / traduzione dal russo di Umberto Cerroni. - Roma : Ed. Associazione Italia-U.R.S.S, sezione giuridica, 1954 (Tip. Sagra, Soc. arti grafiche riproduzioni artistiche)
- Recenti studi sovietici su problemi di teoria del diritto / Umberto Cerroni. - [Bologna : s.n., 1954?]
- Sul carattere dei movimenti contadini in Russia nei secoli 17. e 18. / V. I. Lebedev ; [traduzione di U. Cerroni]. - Milano : Movimento Operaio, 1954
- Studi sovietici di diritto Internazionale : A cura della sezione giuridica della associazione Italia-urss. [presentazione di Umberto Cerroni]. - Roma : Tip. Martore e Rotolo, 1954
- La dottrina sovietica e il nuovo codice penale dell'URSS / Umberto Cerroni. - S.l. : s.n., stampa 1955 (Bologna : STEB)
- Poeti sovietici d'oggi / [traduzioni dal russo di Umberto Cerroni , Eridano Bazzarelli, Vittorio Strada, Angelo Maria Ripellino]. - Roma : Tip. Studio Tipografico, [1957]
- Per lo sviluppo degli studi storici sulla Russia / Umberto Cerroni. - Bologna : STEB, 1958
- Diritto ed economia : rilevanza del concetto marxiano di lavoro per una teoria positiva del diritto / Umberto Cerroni. - Milano : Giuffrè, 1958
- Idealismo e statalismo nella moderna filosofia tedesca / Umberto Cerroni. - Milano : Giuffrè, 1959
- Individuo e persona nella democrazia / Umberto Cerroni. - Milano : Giuffrè, 1959
- Il problema politico nello Stato moderno / Umberto Cerroni. - Milano : Giuffrè, 1959
- Diritto e sociologia / Umberto Cerroni. - [S.l. : s.n., 1960?]
- Kelsen e Marx / Umberto Cerroni. - Milano : Giuffrè, 1960
- L'etica dei solitari / Umberto Cerroni. - Milano : Giuffrè, 1960
- Lenin e il problema della democrazia moderna : saggi e studi / Umberto Cerroni. - [S.l. : s.n.], 1960 (Roma : NAVA)
- Parlamento e società / Umberto Cerroni. - [S.l.] : Edizioni giuridiche del lavoro, 1960
- La prospettiva del comunismo / K. Marx, F. Engels, V.I. Lenin ; a cura di Umberto Cerroni. - Roma : Editori Riuniti, 1960
- Ritorno di Jhering / Umberto Cerroni. - [S.l.] : Edizioni giuridiche del lavoro, 1960 (Città di Castello : Unione arti grafiche)
- Sulla storicità della distinzione tra diritto privato e diritto pubblico / Umberto Cerroni. - Milano : Giuffrè, 1960
- La critica di Marx alla filosofia hegeliana del diritto pubblico / Umberto Cerroni. - Milano : Giuffrè, 1961
- La filosofia politica di Giovanni Gentile / Umberto Cerroni. - [S.l. : s.n.], 1961 (Novara : Tip. Stella Alpina)
- La nuova codificazione penale sovietica / Umberto Cerroni. - [S.l.] : Edizioni giuridiche del lavoro, 1961
- Concezione normativa e concezione sociologica del diritto moderno / Umberto Cerroni. - S.l. : Edizioni giuridiche del lavoro, 1962
- Diritto e rapporto economico / Umberto Cerroni. - Milano : Giuffrè, 1962
- Kant e la fondazione della categoria giuridica / Umberto Cerroni. - Milano : Giuffrè, 1962
- Marx e il diritto moderno / Umberto Cerroni. - Roma : Editori Riuniti, 1962
- Teorie sovietiche del diritto / Stucka ...(et al.) ; a cura di Umberto Cerroni. - Milano : Giuffrè, 1964
- Saggi / Benjamin Constant ; introduzione di Umberto Cerroni. - Roma : Samonà e Savelli, 1965
- Il diritto e la storia / Umberto Cerroni. - S.l. : s.n., [1965]
- Le origini del socialismo in Russia / Umberto Cerroni. - Roma : Editori Riuniti, 1965
- Il pensiero politico dalle origini ai nostri giorni / a cura di Umberto Cerroni. - Roma : Editori Riuniti, 1966
- Un ouvrage recent sur Marx et le droit : Umberto Cerroni , Marx e il diritto moderno, Rome 1962 / par Michel Villey. - [Paris] : Sirey, 1966
- Che cos'è la proprietà ?, o, Ricerche sul principio del diritto e del governo : prima memoria, 1840 / Pierre-Joseph Proudhon ; prefazione, cronologia, bibliografia a cura di Umberto Cerroni. - Bari : Laterza, 1967
- Considerazioni sullo stato delle scienze sociali : relazioni sugli aspetti generali / Umberto Cerroni. - [Milano : Centro nazionale di prevenzione e difesa sociale, 1967?] , (Milano : Tipografia Ferrari)
- La funzione rivoluzionaria del diritto e dello stato e altri scritti / Peter I. Stucka ; introduzione e traduzione di Umberto Cerroni. - 2. ed. - - Torino : Einaudi, 1967
- Italian contributions to marxian research: materialism and dialectic : the international scene: currente trends in the social sciences / by Umberto Cerroni.- [New York] : Social Research, 1967
- Il pensiero politico dalle origini ai nostri giorni / a cura di Umberto Cerroni. - 2. ed. - Roma : Editori Riuniti, 1967
- La rivoluzione giacobina / Maximilien Robespierre ; a cura di Umberto Cerroni. - Roma : Editori Riuniti, 1967 [2. ed. 1984]
- Discorso sull'economia politica e frammenti politici / Rousseau ; traduzione di Celestino E. Spada ; prefazione di Umberto Cerroni. - Bari : Laterza, 1968
- La libertà dei moderni / Umberto Cerroni. - Bari : De Donato, c 1968
- Le national, l'international, l'universel / Umberto Cerroni. - Zagreb : s.n., 1968
- Metodologia e scienza sociale / Umberto Cerroni. - Lecce : Milella, stampa 1968
- Problemi della legalità socialista nelle recenti discussioni sovietiche / Umberto Cerroni. - Milano : A. Giuffrè, 1968
- Sulla natura della politica : utopia e compromesso / Umberto Cerroni. - Milano : Giuffrè, 1968
- Considerazioni sullo stato delle scienze sociali / Umberto Cerroni. - [S.l. : s.n., 1969?]
- Il metodo dell'analisi sociale di Lenin / Umberto Cerroni. - Bari : Adriatica editrice, 1969
- Il pensiero giuridico sovietico / Umberto Cerroni; Roma : Editori Riuniti, 1969
- Marx, el derecho y el estado / Umberto Cerroni , Ralph Miliband, Nicos Poulantzas, Ljubomir Tadic. - Barcelona : Oikos-tau, s . a. - ediciones, c1969
- La questione ebraica e altri scritti giovanili / Karl Marx ; introduzione di Umberto Cerroni. - Roma : Editori Riuniti, 1969
- La società industriale e la condizione dell'uomo / Umberto Cerroni. - Lecce : ITES, 1969
- Sul metodo delle scienze sociali: una risposta / U. Cerroni. - Milano : Giuffrè, 1969
- Principi di politica / Benjamin Constant ; a cura di Umberto Cerroni. - Roma : Editori Riuniti, c 1970
- Strade per la libertà / Bertrand Russell ; introduzione di Umberto Cerroni. - Roma : Newton Compton, c1970
- Tecnica e libertà : conferenza tenuta al Lions club di Bari il 24 novembre 1969 / Umberto Cerroni. - [S.l. : s.n.], 1970 (Padova : Grafiche Erredici)
- Tecnica e libertà / Umberto Cerroni. - Bari : De Donato, [1970]
- Lavoro salariato e capitale / Appunti sul salario e appendice di F. Engels ; Introduzione, cura e note filologiche di Umberto Cerroni. - Roma : Newton Compton italiana, 1971
- La societa industriale e le trasformazioni della famiglia / U. Cerroni. - Milano : Giuffrè, 1971
- Salario, prezzo e profitto / Karl Marx ; introduzione di Umberto Cerroni. - Roma : Newton Compton, 1971
- Stato e rivoluzione / Vladimir I. Lenin ; introduzione di Umberto Cerroni. - Roma : Newton Compton italiana, 1971
- Teoria della crisi sociale in Marx : Una reinterpretazione / Umberto Cerroni. - Bari : De Donato, 1971
- Strade per la libertà / Bertrand Russell ; introduzione di Umberto Cerroni. - Roma : Newton compton italiana, 1971
- Discorso sull'economia politica e frammenti politici / Rousseau ; traduzione di Celestino E. Spada ; prefazione di Umberto Cerroni. - Bari : Laterza, 1971 [2. ed. 1972]
- Caratteristiche del romanticismo economico / V. I. Lenin ; prefazione di Umberto Cerroni. - Roma : Editori Riuniti, 1972
- Kant e la fondazione della categoria giuridica / Umberto Cerroni. - Milano : Giuffrè, 1972
- La libertà dei moderni / Umberto Cerroni. - Bari : De Donato, 1972
- Marx e il diritto moderno / Umberto Cerroni. - Roma : Editori Riuniti, 1972
- Il pensiero di Marx / Antologia a cura di Umberto Cerroni , con la collaborazione di Oreste Massari e Anna Maria Nassisi. - Roma : Editori Riuniti, 1972
- Il pensiero politico dalle origini ai nostri giorni / a cura di Umberto Cerroni. - Roma : Editori Riuniti, 1972
- Saggio sui privilegi : che cosa e il Terzo stato? / Emmanuel-Joseph Sieyes ; introduzione di Umberto Cerroni. - Roma : Editori Riuniti, 1972
- Lo sviluppo del capitalismo in Russia / V. I. Lenin ; introduzione di Umberto Cerroni. - Roma : Editori Riuniti, 1972
- In memoria del manifesto dei comunisti / Antonio Labriola ; Manifesto del partito comunista / Marx-Engels ; introduzione di Umberto Cerroni. - Roma : Newton Compton, 1973
- La libertà dei moderni / Umberto Cerroni. - 2. ed. - Bari : De Donato, 1973
- Teoria politica e socialismo; Roma, 1973;
- Il pensiero di Marx / antologia a cura di Umberto Cerroni ; con la collaborazione di Oreste e Anna Maria Nassisi. 2. ed. - Roma : Editori Riuniti, 1973
- Teoria della crisi sociale in Marx : una reinterpretazione / Umberto Cerroni. - 2. ed. - Bari : De Donato, 1973
- Teoria politica e socialismo / Umberto Cerroni. - Roma : Ed.Riuniti, 1973
- Lavoro salariato e capitale / Karl Marx ; con appunti sul salario e appendice di F. Engels ; introduzione, cura e note filologiche di Umberto Cerroni. - Roma : Newton Compton, 1974
- Marx e il diritto moderno / Umberto Cerroni. - Roma : Editori Riuniti, 1974
- Il marxismo e l'analisi del presente / Umberto Cerroni. - [S.l.] : Politica ed economia, 1974
- Societa civile e stato politico in Hegel / Umberto Cerroni. - Bari : De Donato, 1974
- Salario, prezzo e profitto / Karl Marx ; introduzione di Umberto Cerroni. - Roma : Newton Compton italiana, 1974
- Il lavoro di un anno : almanacco 1974 / Umberto Cerroni. - Bari : De Donato, 1975
- Il pensiero di Marx / Karl Marx ; a cura di Umberto Cerroni. - Roma : Editori Riuniti, 1975
- Il pensiero politico : dalle origini ai nostri giorni / a cura di Umberto Cerroni. - Roma : Editori Riuniti, 1975
- Il rapporto uomo-donna nella civiltà borghese / Umberto Cerroni. - 1. ed. - Roma : Ed. Riuniti, 1975
- Scienza e potere / scritti di U. Cerroni ... <et al.>. - Milano : Feltrinelli, 1975
- Stato e rivoluzione / Vladimir I. Lenin ; introduzione di Umberto Cerroni. - Roma : Newton Compton, 1975
- Lo sviluppo del capitalismo in Russia / V. I. Lenin ; introduzione di Umberto Cerroni. - Roma : Editori Riuniti, stampa 1975
- La teoria generale del diritto e il marxismo / Evgenij Bronislavovic Pasukanis ; con un saggio introduttivo di Umberto Cerroni. - Bari : De Donato, 1975
- Introduzione alla scienza sociale / Umberto Cerroni. - Roma : Editori Riuniti, 1976
- Lavoro salariato e capitale / Karl Marx ; con appunti sul salario e appendice di F. Engels ; introduzione, cura e note filologiche di Umberto Cerroni. - Roma : Newton Compton, 1976
- Materialismo storico e scienza / Umberto Cerroni. - Lecce : Milella, 1976
- Il rapporto uomo-donna nella civilta borghese / Umberto Cerroni. - Roma : Editori Riuniti, 1976
- Salario, prezzo e profitto / Karl Marx ; introduzione di Umberto Cerroni. - Roma : Newton Compton, 1976
- Sulla storicità dell'eros : note metodologiche / Umberto Cerroni, Annarita Buttafuoco. - [S.l. : s.n.], stampa 1976
- Crisi ideale e transizione al socialismo / Umberto Cerroni. - Roma : Editori Riuniti, 1977
- Scritti economici / V. I. Lenin ; a cura di Umberto Cerroni. - Roma : Editori Riuniti, 1977
- Stato e rivoluzione / Vladimir I. Lenin ; introduzione di Umberto Cerroni.- Roma : Newton Compton, 1977
- Carte della crisi : taccuino politico-filosofico / Umberto Cerroni. - Roma : Editori Riuniti, 1978
- Crisi del marxismo? / Umberto Cerroni ; intervista di Roberto Romani. - Roma : Editori Riuniti, 1978
- Critica al programma di Gotha e testi sulla tradizione democratica al socialismo / Karl Marx ; a cura di Umberto Cerroni. - Roma : Editori Riuniti, 1978
- Due tattiche della socialdemocrazia nella rivoluzione democratica / V. I. Lenin ; a cura di Umberto Cerroni. -  Roma : Editori Riuniti, 1978
- In memoria del manifesto / Antonio Labriola ; introduzione di Umberto Cerroni. -  2. ed. - Roma : Newton Compton Editori, 1978
- Che cos'è la proprietà ? : o ricerche sul principio del diritto e del governo : prima memoria (1840) / Pierre-Joseph Proudhon ; prefazione, cronologia, biografia a cura di Umberto Cerroni.  3. ed. - Roma ; Bari : Laterza, 1978
- Lavoro salariato e capitale / Karl Marx ; con appunti sul salario e appendice di F. Engels ; introduzione ... di Umberto Cerroni. - Roma : Newton Compton, 1978
- Lessico gramsciano / Umberto Cerroni. - Roma : Editori Riuniti, 1978
- La prospettiva del comunismo / K. Marx, F. Engels, V. I. Lenin ; a cura di Umberto Cerroni. - Roma : Editori riuniti, 1978
- La questione ebraica e altri scritti giovanili / Karl Marx ; introduzione di Umberto Cerroni. - Roma : Editori riuniti, 1978
- Saggio sui privilegi : che cosa e il terzo stato? / Emmanuel-Joseph Sieyes ; introduzione di Umberto Cerroni : traduzione di Roberto Giannotti. - Roma : Editori Riuniti, 1978
- Strade per la liberta / Bertrand Russell ; introduzione di Umberto Cerroni ; traduzione di Pietro Stampa. - Roma : Newton Compton, 1978
- Teoria del partito politico / Umberto Cerroni. - Roma : Editori Riuniti, 1978 [2. ed. 1979]
- I giovani e il socialismo / K. Marx, F. Engels, V. I. Lenin, A. Gramsci ; a cura di Umberto Cerroni. - Roma : Editori Riuniti, 1979
- Introduzione alla scienza sociale, Roma 1979;
- Storia del marxismo / Predrag Vranicki ; introduzione di Umberto Cerroni. - Roma : Editori Riuniti, 1979
- Quasi una vita... e anche meno : 1956-1976 / poesie di Italo Evangelisti ; prefazione di Umberto Cerroni ; con 9 disegni di Luigi Ferranti. - Milano ; Roma, [1980?]
- Che cosa fanno oggi i filosofi? / N.Bobbio ; a cura di U. Cerroni, U. Eco. - Milano, 1982
- Logica e società : pensare dopo Marx / Umberto Cerroni. - Milano : Bompiani, 1982
- La democrazia come problema della società di massa / Umberto Cerroni. - [S.l. : s.n., 1982]
- Principi di politica / Benjamin Constant ; a cura di Umberto Cerroni. - Roma : Editori Riuniti, 1982
- Teoria do partido politico / Umberto Cerroni ; traducao de Marco Aurelio Nogueira e Silvia Anette Kneip. - Sao Paulo : Livraria editora ciencias humanas, 1982
- Critica della filosofia hegeliana del diritto pubblico / Karl Marx ; introduzione di Umberto Cerroni. - Roma : Editori Riuniti, 1983
- Il pensiero di Marx : antologia / a cura di Umberto Cerroni ; con la collaborazione di Oreste Massari e Anna Maria Nassisi. - III. ed. Roma : Editori Riuniti, 1983
- Scritti economici / V. I. Lenin ; a cura di Umberto Cerroni. - Roma : Editori Riuniti, 1983
- Tehnika in svoboda : zbirka 2. : 1. knjiga / Umberto Cerroni. - Ljubljana : Komunist, 1983
- Teoria della società di massa / Umberto Cerroni. - Roma : Editori Riuniti, 1983
- La rivoluzione giacobina / Maximilien Robespierre ; a cura di Umberto Cerroni ; [traduzione di Fabrizio Fabbrini]. - Roma : Editori riuniti, 1984
- Politica : metodo, teorie, processi, soggetti, istituzioni e categorie / Umberto Cerroni. -  Roma : NIS, 1986
- La politica post-classica : studi sulle teorie contemporanee / Michele Prospero ; prefazione di Umberto Cerroni. - [S. l. : s. n.], stampa 1987 (Taviano : Lit. Graphosette)
- Urss e Cina : le riforme economiche / Umberto Cerroni ... \et al.! ; a cura del Cespi e del Centro studi paesi socialisti della Fondazione Gramsci. - Milano : F. Angeli, stampa 1987
- Che cosa è il terzo stato con il Saggio sui privilegi / Emmanuel-Joseph Sieyes ; a cura di Umberto Cerroni. - Roma : Editori Riuniti, 1989
- Democrazia e riforma della politica : Lo Statuto del nuovo PCI / Umberto Cerroni. - Roma : Partito Comunista Italiano, 1989
- Regole e valori nella democrazia : stato di diritto, stato sociale, stato di cultura / Umberto Cerroni. - 1. ed. - Roma : Ed. Riuniti, 1989
- La cultura della democrazia / Umberto Cerroni. - Chieti : Metis, 1991
- Che cosa e il Terzo Stato? / Emmanuel-Joseph Sieyes ; a cura di Umberto Cerroni. - Roma : Editori Riuniti, 1992
- La rivoluzione giacobina / Maximilien Robespierre ; a cura di Umberto Cerroni ; traduzione di Fabrizio Fabbrini; apparati biobibliografici di Grazia Farina. - Pordenone : Studio Tesi, 1992
- Manifesto del partito comunista / Karl Marx, Friedrich Engels ; nella traduzione di Antonio Labriola ; seguito da In memoria del manifesto dei comunisti di Antonio Labriola ; introduzione di Umberto Cerroni. - Roma : TEN, 1994
- Nazione/regione : i contributi regionali alla costruzione dell'identità nazionale / Andrea Battistini, Umberto Cerroni , Michele Prospero. - Cesena : Il ponte vecchio, [1994]
- L'ambiente fra cultura tecnica e cultura umanistica : seminario svoltosi presso l'ANPA il 18 ottobre 1994 / Umberto Cerroni ; a cura di A. Albanesi, M. Maggi e L. Sisti. - Roma : Anpa, [1995]
- Novecento : almanacco del ventesimo secolo / a cura di Andrea, Monica e Umberto Cerroni. - Cesena : Il ponte vecchio, 1995
- Il pensiero politico italiano / Umberto Cerroni. - Roma : Newton Compton, 1995
- Il pensiero politico del Novecento / Umberto Cerroni. - Roma : Tascabili economici Newton, 1995
- Sociologia de la cultura / Aquiles Chihu (coordinador) ; Umberto Cerroni ... [et al.]. - Mexico, D.F. : Universidad autonoma metropolitana, Unidad iztapalapa, Division de ciencias sociales y humanidades, Departamento de sociologia, c1995
- Le regole del metodo sociologico / Emile Durkheim ; introduzione di Umberto Cerroni. - Roma : Editori Riuniti, 1996
- Regole e valori nella democrazia : Stato di diritto, Stato sociale, Stato di cultura / Umberto Cerroni. - Roma : Editori Riuniti, 1996
- L'identità civile degli italiani / Umberto Cerroni. - Lecce : Manni , c1996
- L'ulivo al governo : come cambia l'Italia / interventi di U. Cerroni ... [et al.] ; a cura di Paola Piciacchia. - Roma : Philos, stampa 1996
- Politica / Umberto Cerroni. - Roma : Seam, 1996
- Confronto italiano : atti degli incontri di Cetona, 1994-1995 / a cura di Giovanni Bechelloni, Umberto Cerroni. - Firenze : Ed. Regione Toscana, stampa 1997 (Firenze : Centro Stampa Giunta regionale)
- L'identità civile degli italiani / Umberto Cerroni. - 2. ed., ampliata. - Lecce : Manni, 1997
- Lo Stato democratico di diritto : modernità e politica / Umberto Cerroni. - Roma : Philos, stampa 1998
- Habeas mentem : Scuola e vita civile : 1990-1998 / Umberto Cerroni. - Rionero in Vulture (Pz) : Calice, 1998
- Conoscenza e societa complessa : per una teoria generale del sensibile / Umberto Cerroni. - Roma : Philos, 1998
- Ricordo di Marisa De Luca Cerroni / scritti di Umberto Cerroni ... et al. - Lecce : [s.n.], stampa 1999
- Confronto italiano : atti degli incontri di Cetona, 1996-1997-1998 / a cura di Giovanni Bechelloni e Umberto Cerroni (1996-1997) ; Umberto Cerroni e Marisa De Luca (1998). - Firenze : Ed. Regione Toscana, stampa 2000 (Centro Stampa Giunta Regionale)
- Taccuino politico-filosofico / Umberto Cerroni. - Roma : Philos, 2000
- Precocità e ritardo nell'identità italiana, Roma, 2000;
- Precocità e ritardo nell'identità italiana / Umberto Cerroni. - Roma : Meltemi, c2000
- Taccuino politico-filosofico 2000 / Umberto Cerroni. - Lecce : Manni, c2001
- Le radici culturali dell'Europa / Umberto Cerroni. - Lecce : P. Manni, 2001
- Radici della civiltà europea / Umberto Cerroni. - Lecce : Manni, 2001
- Globalizzazione e democrazia / Umberto Cerroni. - Lecce : Manni, [2002]
- Taccuino politico-filosofico 2001, Lecce, 2002;
- Taccuino politico-filosofico 2002 / Umberto Cerroni. - San Cesario di Lecce : Manni, [2003]
- L'eretico della sinistra : Bruno Rizzi elitista democratico / Alessandro Orsini; introduzione di Umberto Cerroni. - Milano : F. Angeli, [2004]
- Taccuino politico-filosofico 2003, Lecce, 2004;
- La scienza e una curiosita : scritti in onore di Umberto Cerroni / a cura di Cosimo Perrotta ; con la collaborazione di Mariarosa Greco ; postfazione di Umberto Cerroni. - San Cesario di Lecce : Manni, 2004
- Manifesto del partito comunista / Karl Marx, Friedrich Engels ; nella traduzione di Antonio Labriola ; seguito da In memoria del Manifesto dei comunisti di Antonio Labriola ; introduzione di Umberto Cerroni. - Roma : Newton & Compton, 2005 [2. ed. 2008]
- Dialettica dei sentimenti : dialoghi di psicosociologia / Umberto Cerroni , Alberta Rinaldi. - San Cesario di Lecce : Manni, [2004]
- Taccuino politico-filosofico : 2004 / Umberto Cerroni. - [San Cesario di Lecce] : Manni, [2005]
- Ricordi e riflessioni : un dialogo con Giuseppe Vagaggini / Umberto Cerroni. - Montepulciano : Le Balze, 2006.